# Jardín de los Simples Bagnacavallo
El Jardín de los Simples Bagnacavallo (en  italiano: Giardino dei Semplici, Bagnacavallo),  jardín botánico de especies y variedades cultivadas para alimentación, en Bagnacavallo, Italia.

## Localización
Giardino dei Semplici, Bagnacavallo Bagnacavallo,  Provincia di Ravenna, Emilia-Romagna, Italia.44°25′0″N 11°59′0″E / 44.41667, 11.98333
Abre al público todos los días del año.

## Historia
Fue establecido en el 2004 en los terrenos que rodean al antiguo "Palazzo Graziani", con la misión fundamental de preservar las especies y variedades vegetales cultivadas desde antiguo en la zona.

## Colecciones
El jardín botánico actualmente alberga más de 300 tipos de hierbas y plantas leñosas. 
Se encuentra dividido en cinco secciones :
- Árboles frutales
- Rosaleda
- Legumbres
- Hierbas aromáticas y medicinales
- Plantas utilizadas por la población local en la alimentación.